# Paul van Herck
Paul van Herck (geboren am 19. Mai 1938 in Berchem, Antwerpen; gestorben am 19. Juni 1989) war ein belgischer Science-Fiction-Autor.

## Leben
Van Herck arbeitete als Lehrer in Antwerpen, wo er Niederländisch und Französisch unterrichtete.
Er begann als Autor von SF-Hörspielen. 1965 erschien De Cirkels en Andere Fantastische Verhalen, eine Sammlung von Kurzgeschichten, und 1968 der grotesk-satirische Roman Sam, of de Pluterdag, der unter dem Titel Framstag Sam auch ins Deutsche übersetzt wurde. Sam wurde 1972 mit dem European Science Fiction Society Award als bester belgischer Roman ausgezeichnet.
Im niederländischen Sprachraum war van Herck allerdings weniger erfolgreich, so erschien sein zweiter Roman Caroline, Oh Caroline (1976) nur in französischer Übersetzung.

## Bibliographie
Romane
- Sam, of de Pluterdag. 1968.
  - Deutsch: Framstag Sam. Übersetzt von Ronald M. Hahn. Heyne SF&F #3793, 1981, ISBN 3-453-30695-3. Auch als: FRAMSTAG SAM. BookRix, 2017, ISBN 978-3-7438-3963-2.
- Caroline, Oh Caroline. 1976. (französisch)

Sammlung
- De Cirkels en Andere Fantastische Verhalen. 1965.

Kurzgeschichten
- De Cirkels. 1965.
- De Kinderrevolutie. 1965.
- Depannage. 1965.
- Dorpsgek. 1965.
- Feestmaal. 1965.
- Hallo. 1965.
- M. Lawson. 1965.
- Mijn Vriend DX5. 1965.
- Paranoia. 1965.
- Polsuurwerk. 1965.
  - Deutsch: Die Plagiatoren. In: Ronald M. Hahn (Hrsg.): Die Tage sind gezählt. Heyne SF&F #3694, 1980, ISBN 3-453-30614-7.
- Regen. 1965.
- Theorie. 1965.
- Het Project Bonaparte. 1967.
- Iets Over Vuiligheid. 1970.
- Het Leland Experiment. 1971.
- Apollo XXI. 1973.
- Katalysator. 1974.
- Twark. 1974.
- De Wind. 1978.
- Ouwe. 1978.
- Parallel. 1978.
- Tweede Leven. 1978.
- Sol 3. 1979.
- Phil, of het VIde Continent. 1984.

Matt Meldon (Hörspielreihe)
- Apollo XXI - Het maanmysterie. 1970.
- De gesluierde planeet. 1970.
- Tunnel der duisternis. 1971.
- Prometheus XIII. 1973.
- De blauwe zaden. 1976.

Hörspiele
- Een kwestie van vingerafdrukken. 1969.
- De gemeenschappelijke factor. 1969.
- Het fatale uur van Mister Lawson. 1970.
- De tijdmachine. 1974.
- Het zesde continent. 1980.